# Brenna

Situación de Brenna en la provincia de Como.

Brenna es un municipio situado en la parte suroriental de la provincia de Como (Lombardía), en el norte de Italia. Limita con las comunas de Alzate Brianza, Cantù, Carugo, Inverigo y Mariano Comense. Se encuentra a 30 kilómetros de la ciudad de Milán, a 11 de Como y a 15 de la frontera con Suiza.

## Evolución demográfica
| Gráfica de evolución demográfica de Brenna entre 1861 y 2001 |
|                                                              |
| Fuente ISTAT - elaboración gráfica de Wikipedia              |

## Hermanamiento
- Láchar, España